# Списак министара Југославије
Списак министара Југославије је раздвојен на спискове:
- Списак председника влада Југославије
- Списак министара иностраних послова Југославије
- Списак министара одбране Југославије
- Списак министара унутрашњих послова Југославије
- Списак министара правде Југославије
- Списак министара финансија Југославије
- Списак министара просвете Југославије
- Списак министара пољопривреде Југославије
- Списак министара социјалне политике Југославије
- Списак министара народног здравља Југославије
- Списак министара саобраћаја Југославије